# Томас де Бомон, 6-й граф Уорик
Томас де Бомон (англ. Thomas de Beaumont; 1208 — 26 июня 1242) — 6-й граф Уорик с 1229, сын Генриха де Бомон, 5-го графа Уорика, и Филиппы Бассет.

## Биография
Хотя Томас достиг совершеннолетия на момент смерти его отца, но он получил всё графство только 4 года спустя, когда он был посвящён в рыцари в Глостере, где король проводил праздник Троицы. Он унаследовал владения в Оксфордшире и поместье Беудли, в Вустере, где располагались снаряженные лучники на случай войны с Уэльсом. В 1241 году, он заплатил 180 марок щитовых денег за освобождение от военной службы во время экспедиции короля в Гасконь. Это было больше суммы, причитавшейся с него, а на следующий год он заплатил ещё 120 марок. На коронации Элеоноры Прованской, жены Генриха III 26 июня 1236 он нёс государственный меч, утверждая, что это было его наследственным правом.
Он женился на Эле Лонгспе, дочери Уильяма Лонгспи, 3-го графа Солсбери, внебрачного сына Генриха II. Однако он не имел от неё детей, и титул перешёл к его сестре, Маргарите, которая также была бездетной.